# 新乡砖厂
新乡砖厂，位于中国吉林省蛟河市区内，为一个省级文物保护单位，类型为古遗址，公布时间为2007年5月31日。该文物保护单位由蛟河市文物管理所管理。
新乡砖厂的历史年代为旧石器。